# Station Amsterdam Zuid
Station Amsterdam Zuid is een spoorweg- en metrostation in Amsterdam, in het stadsdeel Zuid, midden in het Zuidas-gebied. Het station ligt ingeklemd tussen de beide banen van Ringweg A10 (Zuid) waardoor verdere uitbreiding wordt bemoeilijkt. Het station ligt op het traject Schiphol Airport – Amsterdam Zuid – Duivendrecht – Weesp.

## Geschiedenis
Station Amsterdam Zuid werd reeds op de huidige plaats geprojecteerd in het Plan Zuid van 1915, onder de naam Zuiderstation aan de Minervalaan.
Pas 63 jaar later werd het in de oorspronkelijke plannen voor de Schiphollijn genoemde Amsterdam Minervalaan geopend als Amsterdam Zuid op 20 december 1978, toen een pendeldienst tussen dit station en Schiphol ging rijden. Omdat dit een van de rest van het spoorwegnet geïsoleerd bedrijf was (eilandbedrijf), was uitwisseling van materieel tot 1981 alleen mogelijk via de Haarlemmermeerspoorlijn naar Nieuwersluis. De dienst werd in mei 1981 enerzijds verlengd naar Leiden en anderzijds naar het tijdelijke station RAI. Na de opening van het World Trade Center aan het Zuidplein werd de naam in juni 1985 veranderd in Amsterdam Zuid WTC. De zogenoemde Zuidtak van de Ringspoorbaan is in juni 1993 geopend, met de verlenging van station RAI via Duivendrecht en Diemen Zuid naar Weesp.
Met ingang van de dienstregeling van 2007 verviel de toevoeging WTC weer.

### Verbouwingen 2005-2006
Tussen mei 2005 en december 2006 is het station verbouwd, waarbij het bestaande perron in westelijke richting is verlengd, er een tweede eilandperron is aangelegd ten zuiden van het oude perron, met een overkapping gelijk aan het bestaande perron, en beide perrons zijn voorzien van twee trappen in de stationshal en (uiteindelijk) twee trappen aan beide uiteinden van de perrons. Ook zijn beide perrons bij deze verbouwing uitgerust met een lift. Het nieuwe perron kreeg de sporen 1 en 2 toebedeeld terwijl het oude perron de sporen 3 en 4 kreeg toebedeeld in plaats van de oorspronkelijke sporen 1 en 2.

### Verbouwing 2011-2012
In 2011 werd de entree aan het Gustav Mahlerplein verbouwd. De doorstroming vanaf het plein werd verbeterd, het aantal fietsenstallingen werd verdubbeld en aan het plein werden nieuwe winkels toegevoegd. Van januari tot maart 2012 werd ook de entree aan het Zuidplein verbouwd en voorzien van nieuwe winkels. In het najaar van 2012 zijn de perrons ook in oostelijke richting iets verlengd. In 2017 werden de perronkappen verlengd over het verlengde perron.

## Treinstation
Amsterdam Zuid is een station voor intercity- en sprintertreinen.

### Treindiensten
De treinseries die in de dienstregeling 2025 stoppen op Amsterdam Zuid zijn:
| Serie | Treinsoort                                       | Route | Bijzonderheden |
| ----- | ------------------------------------------------ | --- | --- |
| 700   | Intercity (NS)                                   | Schiphol Airport – Amsterdam Zuid – Almere Centrum – Lelystad Centrum – Zwolle – Assen – Groningen | Vormt tussen Schiphol Airport en Zwolle een halfuurdienst met serie 800. Vormt tussen Zwolle en Groningen een halfuurdienst met serie 500. Sommige treinen tussen Zwolle en Groningen stoppen op alle stations. (alleen 's morgens vroeg en 's avonds laat)                                   |
| 800   | Intercity (NS)                                   | Schiphol Airport – Amsterdam Zuid – Almere Centrum – Lelystad Centrum – Zwolle – Meppel – Leeuwarden | Vormt een halfuurdienst tussen Schiphol Airport en Zwolle met serie 700 en tussen Zwolle en Leeuwarden met serie 600. Sommige treinen tussen Zwolle en Leeuwarden stoppen op alle stations. (alleen 's morgens vroeg en 's avonds laat).                                                      |
| 1800  | Intercity direct (NS)                            | Breda – Rotterdam Centraal – Schiphol Airport – Amsterdam Zuid – Duivendrecht – Hilversum – Amersfoort Centraal – Amersfoort Schothorst                                                                    | Via HSL. Rijdt na circa 20:00, op zaterdagochtend tot 9:00 en op zondagochtend tot 9:30 niet tussen Breda en Rotterdam Centraal. |
| 11800 | Intercity direct (NS)                            | Rotterdam Centraal – Schiphol Airport – Amsterdam Zuid | Via HSL. Rijdt enkel eenmaal in de late avond van zondag t/m donderdag en alleen richting Amsterdam Zuid. |
| 2400  | Intercity direct (NS)                            | Lelystad Centrum – Almere Buiten – Almere Centrum – Amsterdam Zuid – Schiphol Airport – Rotterdam Centraal                                                                                                 | Via HSL. Wordt na 20:00 uur en op zondag vervangen door Intercity direct 12400 die enkel tussen Amsterdam Zuid en Rotterdam Centraal rijdt. Vormt een halfuursdienst met Eurocity direct 9500. Rijdt tot 8:00 richting Lelystad twee maal per uur ter vervanging van de Eurocity direct 9500. |
| 12400 | Intercity direct (NS)                            | Amsterdam Zuid – Schiphol Airport – Rotterdam Centraal | Via HSL. Rijdt na 20:00 en op zondag. Rijdt vanaf 22:00 richting Rotterdam twee keer per uur ter vervanging van de Eurocity direct 9500. |
| 3100  | Intercity (NS)                                   | Den Haag Centraal – Leiden Centraal – Schiphol Airport – Amsterdam Zuid – Amsterdam Bijlmer ArenA – Utrecht Centraal – Veenendaal-De Klomp – Ede-Wageningen – Arnhem Centraal – Nijmegen                   | Rijdt na circa 22:30, zaterdagochtend tot circa 9:00 en op zondagochtend tot circa 10:00 niet tussen Nijmegen en Utrecht Centraal v.v. Stopt alleen van vrijdag t/m zondag tot circa 19:00 te Veenendaal-De Klomp.                                                                            |
| 3200  | Intercity (NS)                                   | Arnhem Centraal – Ede-Wageningen – Utrecht Centraal – Amsterdam Zuid – Schiphol Airport – Leiden Centraal – Den Haag HS – Delft – Rotterdam Centraal                                                       | Stopt niet te Schiedam Centrum. Rijdt alleen van maandag tot en met donderdag tot circa 19:00. |
| 3500  | Intercity (NS)                                   | Dordrecht – Rotterdam Centraal – Schiedam Centrum – Delft – Den Haag HS – Leiden Centraal – Schiphol Airport – Amsterdam Zuid – Utrecht Centraal – 's-Hertogenbosch – Eindhoven Centraal – Helmond – Venlo | Rijdt na circa 22:30, op zaterdagochtend tot circa 9:00 en op zondagochtend tot circa 10:00 niet tussen Dordrecht en Utrecht Centraal v.v. |
| 4300  | Sprinter (NS)                                    | Den Haag Centraal – Leiden Centraal – Schiphol Airport – Amsterdam Zuid – Weesp – Almere Centrum – Almere Buiten – Almere Oostvaarders – Lelystad Centrum                                                  | |
| 5700  | Sprinter (NS)                                    | Utrecht Centraal – Hilversum – Weesp – Amsterdam Zuid – Schiphol Airport – Hoofddorp – Leiden Centraal | Rijdt niet na 20:00 uur. Rijdt vrijdag en in het weekend niet tussen Hoofddorp en Leiden Centraal. |
| 9500  | Eurocity Direct, Beneluxtrein (NS International) | Lelystad Centrum – Almere Buiten – Almere Centrum – Amsterdam Zuid – Schiphol Airport – Rotterdam Centraal – Antwerpen-Centraal – Brussel-Zuid                                                             | Via HSL. Tussen Schiphol en Rotterdam is bij een reis binnen Nederland een toeslag verschuldigd. Rijdt na 20:00 uur, zaterdagochtend vroeg en op zondag enkel tussen Amsterdam Zuid en Brussel-Zuid v.v.                                                                                      |

## Metrostation
De officiële GVB-naam voor het station is Station Zuid. Tot 10 december 2006 was het Zuid/WTC.
Station Zuid is sinds 1990 een halte van metro/sneltramlijn 51 tussen het Centraal Station en Amstelveen. Per 3 maart 2019 rijdt deze lijn niet meer als sneltram naar Amstelveen maar is deze als metrolijn 51 verlegd naar Isolatorweg. Sinds 1997 is Zuid ook een metrostation van metrolijn 50 (Isolatorweg – Gein).
Op 22 juli 2018 werd de Noord/Zuidlijn (lijn 52) in gebruik genomen na een bouwtijd van ruim 15 jaar. Deze lijn heeft zijn eindpunt op Station Zuid gekregen, Dit is aangelegd op de plaats van de vroegere tramhalte van lijn 5, hierdoor was slechts één perronspoor beschikbaar voor aankomende en vertrekkende reizigers. Vanaf het perron van lijn 52 was er wel een cross-platform overstap mogelijk op de lijnen 50 en 51 richting Isolatorweg. Sinds 23 juli 2022 is er op het voormalige spoor van sneltramlijn 51 uit de richting van Amstelveen een extra spoor voor lijn 52 beschikbaar met overstapmogelijkheid op de lijnen 50 en 51 uit de richting Isolatorweg.
De metro's die op Station Zuid stoppen zijn:
| Lijn | Lijn           | Kleur  | Traject                        | via | Opening                         |
| ---- | -------------- | ------ | ------------------------------ | --- | ------------------------------- |
| 50   | Ringlijn       | Groen  | Isolatorweg – Gein             | Sloterdijk, Lelylaan, Station Zuid, RAI, Overamstel, Duivendrecht, ArenA, Academisch Medisch Centrum, Reigersbos     | 28 mei 1997                     |
| 51   | Metrolijn 51   | Oranje | Isolatorweg – Centraal Station | Sloterdijk, Lelylaan, Station Zuid, Overamstel, Amstelstation, Wibautstraat, Weesperplein, Waterlooplein, Nieuwmarkt | 30 november 1990 / 3 maart 2019 |
| 52   | Noord/Zuidlijn | Blauw  | Noord – Station Zuid           | Noorderpark, Centraal Station, Rokin, Vijzelgracht, De Pijp, RAI                                                     | 22 juli 2018                    |

## Tram-/busstation
Sinds december 1978 tot november 1990 had tramlijn 5 zijn eindpunt op het stationsplein aan de noordkant van het het station. De bussen van GVB, Centraal Nederland, Enhabo en VAD hadden hun haltes langs visgraatperrons binnen de tramlus en naast de tramhalte. Van 1990 tot 2008 was de halte van tramlijn 5 (van en naar Amstelveen) geïntegreerd in het metrostation Zuid. De bushaltes werden na 2000 verplaatst naar beide kanten van de Strawinskylaan. Sinds 1 mei 2008 heeft de tram een nieuwe route via de Strawinskylaan en Parnassusweg om ruimte te maken voor de aanleg van de Noord/Zuidlijn. Er zijn nu haltes op het verhoogde busstation aan de Strawinskylaan, ten noorden van het station, en op de Parnassusweg, die toegang geeft tot de trappen aan het westelijk uiteinde van de treinperrons.
| Lijn  | Soort     | Vervoerder | Traject                                          | Via |
| ----- | --------- | ---------- | ------------------------------------------------ | --- |
| 5     | Tram      | GVB        | Amstelveen Stadshart – Zoutkeetsgracht           | Station Zuid, Museumplein, Leidseplein |
| 15    | Stadsbus  | GVB        | Station Sloterdijk – Station Zuid                | Bos en Lommerplein, Mercatorplein, Surinameplein, Hoofddorpplein, Olympiaplein                                                                    |
| 62    | Stadsbus  | GVB        | Station Lelylaan – Amstelstation                 | Hoofddorpplein, Olympisch Stadion, Amstelveenseweg, VUmc, Station Zuid, Gelderlandplein Oost, Amstelpark, Station RAI, Europaplein, Victorieplein |
| 178   | Streekbus | Connexxion | Amstelveen Poortwachter – Station Amsterdam Zuid | Amstelveen Busstation |
| 198   | Streekbus | Connexxion | Schiphol Airport – Station Amsterdam Zuid        | Schiphol Knooppunt Noord |
| 221   | Streekbus | Transdev   | Huizen Busstation – Station Amsterdam Zuid       | Naarden, Muiden, Diemen |
| R-net |           |            |                                                  | |
| 25    | Tram      | GVB        | Station Amsterdam Zuid – Uithoorn Centrum        | Buitenveldert, Oranjebaan, Middenhoven, Westwijk                                                                                                  |
| 321   | Streekbus | Transdev   | Eemnes Tak – Station Amsterdam Zuid              | Laren, Naarden, Muiden, Diemen |
| 346   | Streekbus | Connexxion | Station Haarlem – Station Amsterdam Zuid         | Tempeliersstraat, Schipholweg, Burgemeester Reinaldapark, Amstelveenseweg, VUmc, De Boelelaan                                                     |

## Toekomstige ontwikkelingen

### Zuidasdok
Op 9 februari 2012 sloten de gemeente Amsterdam, provincie Noord-Holland en het Rijk een akkoord waardoor de Ringweg A10 bij Station Zuid ondergronds wordt gelegd. Dit wordt het Zuidasdok. De kosten bedragen zeker 1,4 miljard euro. Hierbij worden ook de metroperrons op station Zuid 'omgeklapt' van de oostzijde naar de westzijde, wat in 2019 het einde betekent van de Amstelveenboog, de verbindingstunnel van Station Zuid naar de Buitenveldertselaan; daarmee is een verlenging van de Noord/Zuidlijn richting Amstelveen (voorlopig) van de baan. De verlenging is echter niet onmogelijk gemaakt. In het ontwerp van de fundering van de ondergrondse A10, is de mogelijkheid gebleven in de toekomst een nieuwe 'Amstelveenboog' te realiseren.
Als de rijbanen van de A10 ondergronds liggen komt daar bovenop ruimte vrij. De gemeente Amsterdam grijpt deze kans aan om Station Zuid uit te breiden. Zo komt er een nieuw busstation aan de noordzijde en een tramstation in de Schönberglaan aan de zuidwestkant, waar trams 5, 24 en 25 hun haltes krijgen. Het treinstation zelf wordt onder handen genomen. De perrons worden verbreed, net als de Minervapassage. Ook wordt er een gehele nieuwe passage gebouwd de Brittenpassage ter hoogte van de gelijknamige straat. Daarnaast zullen de metroperrons westwaarts verschuiven, waardoor ze centraal komen te liggen tussen de beide passages.
In februari 2017 werd het project gegund aan ZuidPlus, een combinatie van Heijmans uit Nederland, Fluor uit de Verenigde Staten en Hochtief uit Duitsland. Het ontwerp van het nieuwe station is vervaardigd door de architectenbureaus Team V Architectuur, ZJA en BoschSlabbers. De bouwwerkzaamheden aan het Zuidasdok zijn gestart in 2019 en het project zou rond 2036 moeten worden opgeleverd.

### Internationaal treinstation
Al sinds 2011 bestaat vanuit de gemeente en de NS de wens om Amsterdam Zuid om te vormen in een van de belangrijkste stations van Nederland, met stops van de Thalys (nu Eurostar), Fyra (nu Intercity direct), ICE International en de Noord/Zuidlijn. Met de aansluiting op de HSL-Zuid zou het station voor 3 miljoen inwoners op minder dan 45 minuten afstand komen te liggen.
In het project Zuidasdok was al bij voorhand aan de zuidzijde van station Amsterdam Zuid ruimte gereserveerd voor een extra perron en een 5e en 6e spoor.
Op 18 juni 2018 maakte staatssecretaris Van Veldhoven van IenW dat ze samen met Vervoerregio Amsterdam had besloten tot uitbreiding van station Amsterdam Centraal en Station Amsterdam Zuid. Er was het voorgaande jaar gekeken welke mogelijkheden er waren. Vanuit de analyse die in opdracht van IenW door ProRail en NS is uitgevoerd, is besloten tot het terugbrengen van het aantal doorgaande sporen van 10 naar 9 op het Centraal Station. Daarnaast is besloten tot aanleg van een 5e en 6e spoor op Amsterdam Zuid. Daarbij wordt al vervroegd gebruik gemaakt van de ruimtereservering voor een 5e en 6e spoor waar het project Zuidasdok al rekening mee hield.
Tezamen met dit eerdere besluit is besloten tot het omvormen van Station Zuid tot een volwaardige internationale hub. Immers komt er met de aanleg van de extra sporen op Amsterdam Zuid ruimte vrij om de internationale treinen zoals de Thalys (sinds 2023 Eurostar), Intercity direct, ICE International en de Eurostar hier te laten stoppen. Nu komen deze treinen nog aan op het Centraal Station. Er is gekozen voor Amsterdam Zuid als internationale hub wegens de internationale allure van de Zuidas. Het 5e en 6e spoor zouden voor 2030 gerealiseerd kunnen zijn.
Vanaf 15 december 2024 stopt de nieuwe Eurocity Direct naar Brussel.

### Verbouwing van de Amstelveenlijn
Vanaf maart 2019 zijn werkzaamheden gestart om van de Amstelveenlijn het traject tussen Station Zuid en Amstelveen Westwijk een vernieuwde tramverbinding te maken. Dit is de nieuwe Amsteltram met het lijnnummer 25 en is op 13 december 2020 in gebruik genomen.

### Metrolijn naar Schiphol

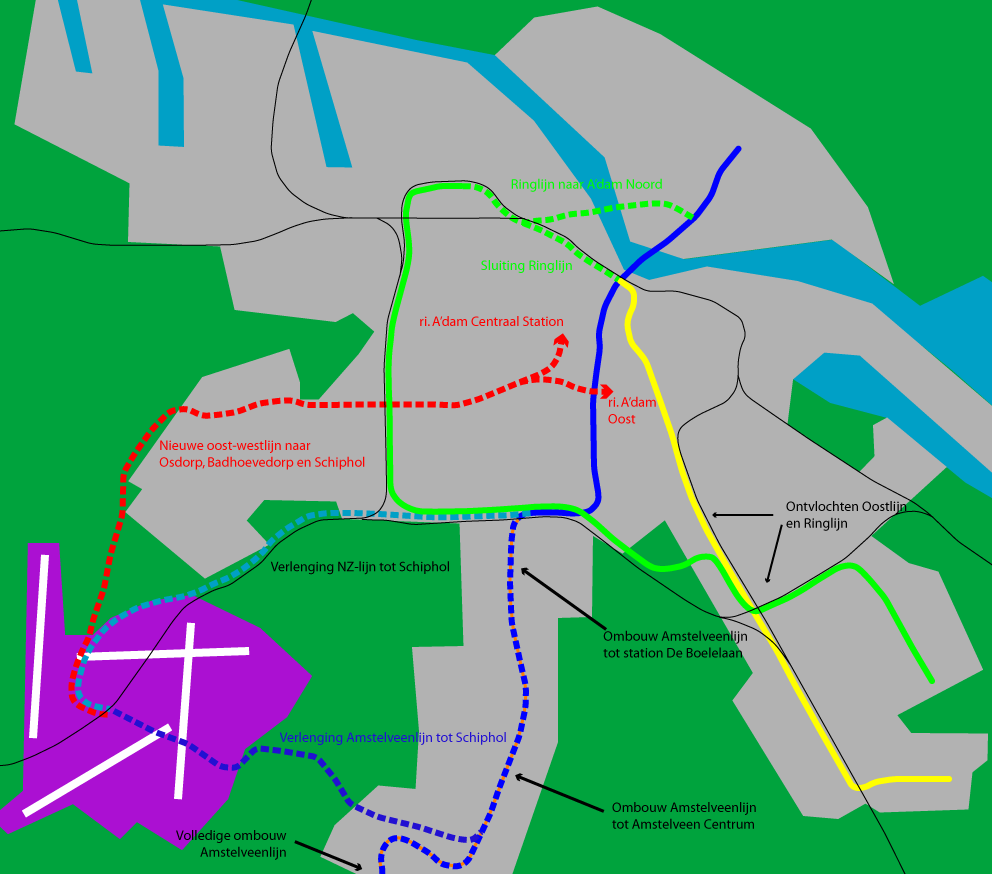
Opties voor uitbreiding van het Amsterdamse metronet volgens de Metronetstudie 2007.

In de op 6 juni 2007 gepubliceerde Metronetstudie wordt dieper ingegaan op de mogelijke ontwikkeling van het metronet tot 2020. Zo wordt in het kader van de bereikbaarheid van de Schiphol gekeken tot verlenging van de Noord/Zuidlijn naar Schiphol. Dit omdat het aantal reizigers van en naar Schiphol per spoor blijft groeien, waardoor er in de nabije toekomst een capaciteitsgebrek zou optreden.
Voor de verlenging ontwikkelde men drie varianten.
- De eerste gaat uit van een verlenging van de Noord/Zuidlijn parallel aan de A4 en de NS-spoorlijn naar Schiphol.
- De tweede variant gaat uit van de Amstelveenlijn, die tot aan de splitsing voor Amstelveen Centrum gevolgd wordt waarna deze afbuigt langs het Centrum van Amstelveen en het busstation, om grotendeels parallel aan de A9 Schiphol te bereiken. In het Meerjaren Infrastructuur Programma Amsterdam van 2005 is met deze verlenging rekening gehouden.[9]
- De derde optie gaat uit van een nieuw te bouwen Oost/Westlijn, waarbij de lijn langs de westkant van Badhoevedorp en via het tracé van tramlijn 1 door Osdorp naar station Lelylaan zou lopen. Vanaf hier zou de lijn ondergronds in oostelijke richting naar de binnenstad lopen.

Op 18 december 2015 publiceerde afdeling Metro en Tram van de gemeente Amsterdam op wijnemenjemee.nl een nieuwe metronetstudie. Hierin kwamen 3 varianten voor. Alle varianten hebben twee haltes bij de Riekerpolder en Nieuw Sloten.
- Variant A loopt via Badhoevedorp, Schiphol-West (waar op termijn mogelijk een tweede passagiersterminal kan komen) naar het centrum van Schiphol.
- Variant B buigt juist naar het zuiden af, via het station Schiphol-Noord, waar een goede aansluiting kan worden geboden op streeklijnen en buslijnen naar Schiphol-Oost en Schiphol-Rijk.
- Variant C is een later ingebracht optimalisatievoorstel, waarvan de kosten niet verder zijn uitgewerkt in het rapport.

Op het tracé worden ongeveer 32.000 reizigers per dag verwacht. De kosten variëren bij de varianten A en B respectievelijk van 1,6 tot 2,1 miljard euro.

## OV-chipkaart
Dit station is afgesloten met OVC-poorten. Vanuit de hal is aan de noordzijde de uitgang Zuidplein en aan de zuidzijde de uitgang Gustav Mahlerplein. Vanaf de beide treinperrons zijn er aan de westzijde ook uitgangen naar de Parnassusweg.
Het is een station met poortjes met één OV-chipkaartgebied voor NS. Men kan van het ene naar het andere perron zonder het OV-chipkaartgebied van NS te verlaten via de roltrappen naar/van de hal en via de trappen bij de Parnassusweg, maar niet via de vaste trappen naar de hal, want de poortjes staan aan de voet van die trappen. Dit is van belang voor toegestaan terugsteken (bijvoorbeeld bij een reis van Almere naar Amsterdam Bijlmer Arena) in de spits met een dalurenabonnement waarmee vóór de spits is ingecheckt.
Er is verder een afzonderlijk OV-chipkaartgebied voor de beide metroperrons.

## Fotogalerij

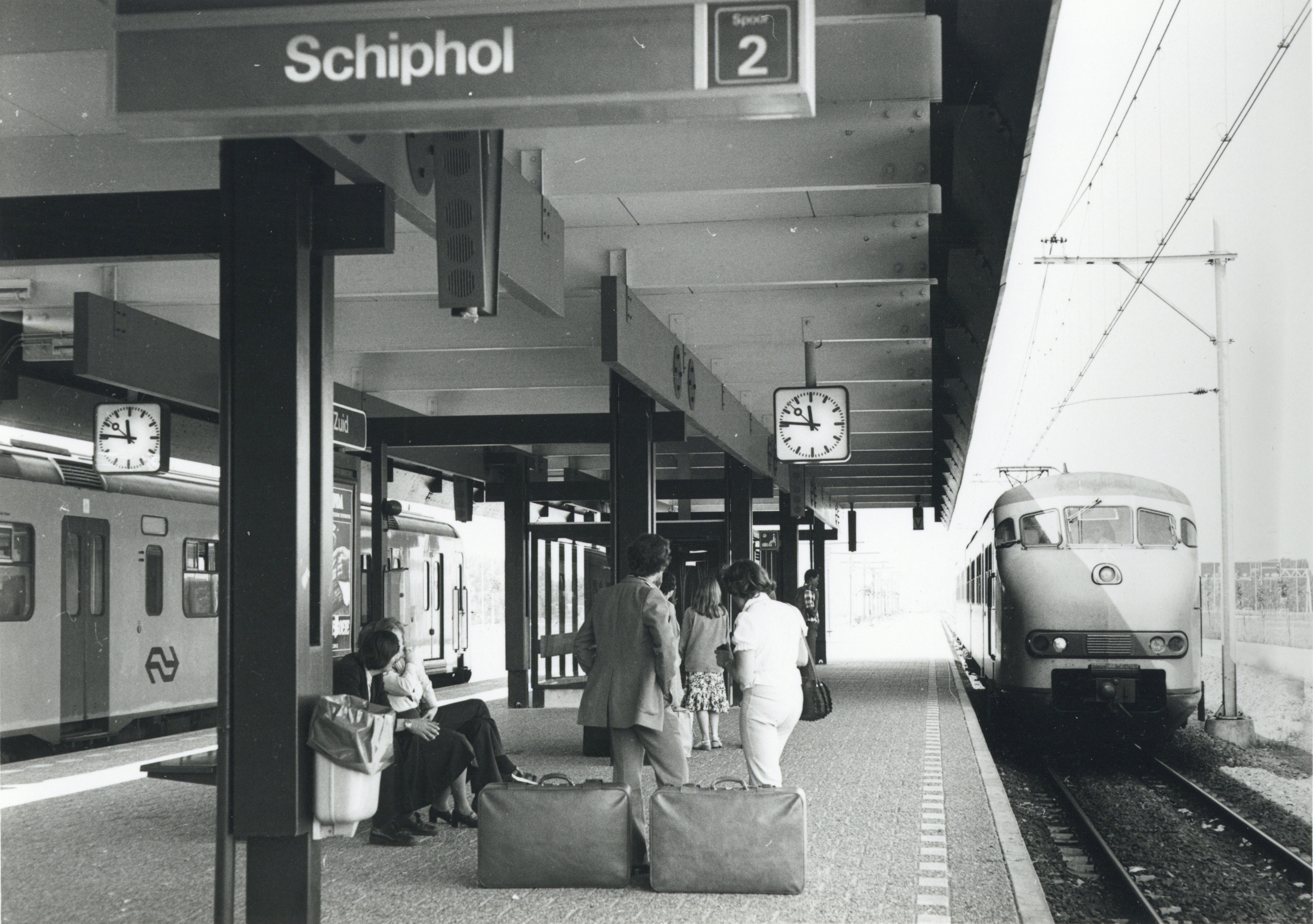
Toenmalig eilandperron in 1979
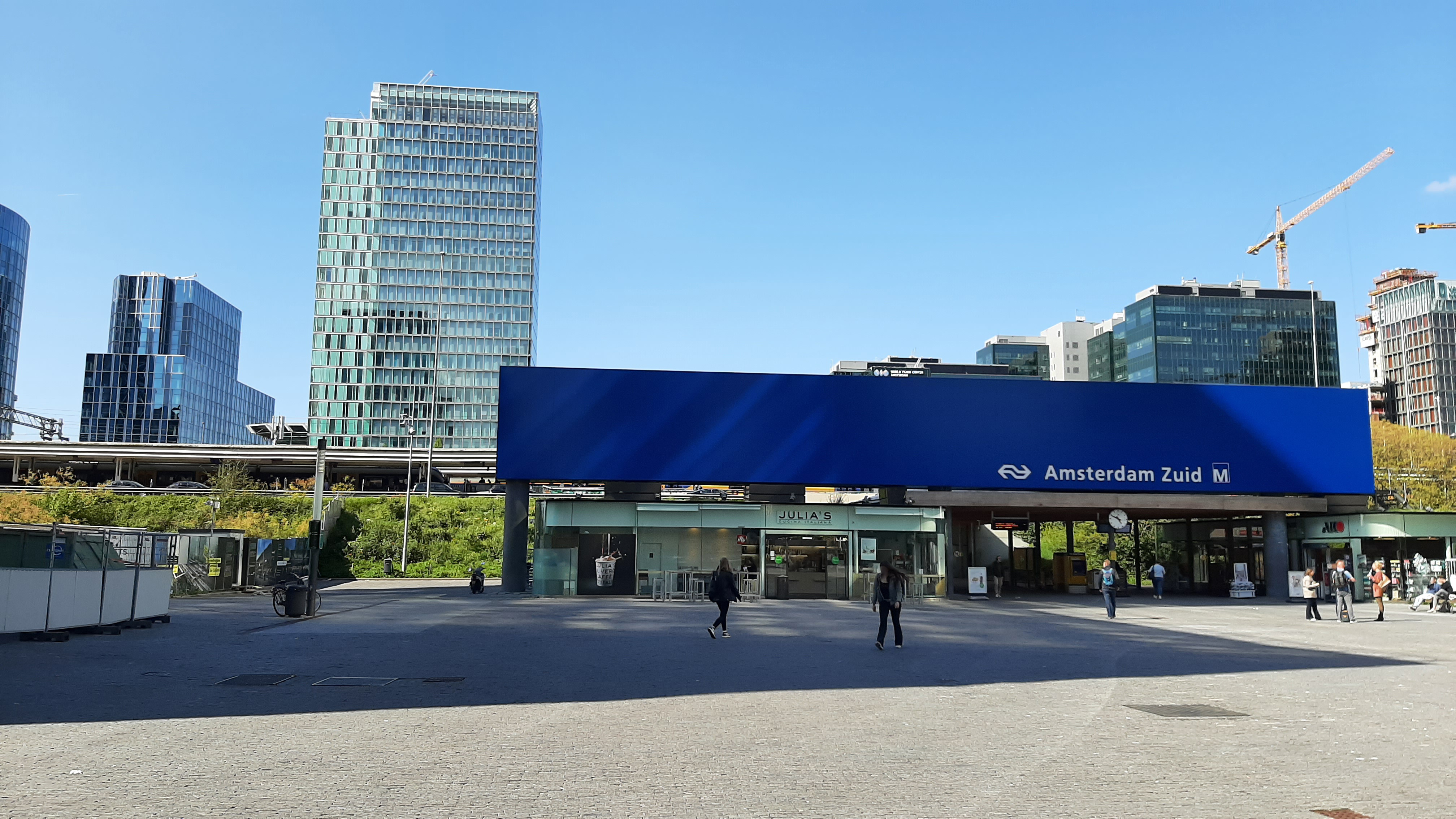
Stationstoegang aan het Gustav Mahlerplein; 2021.
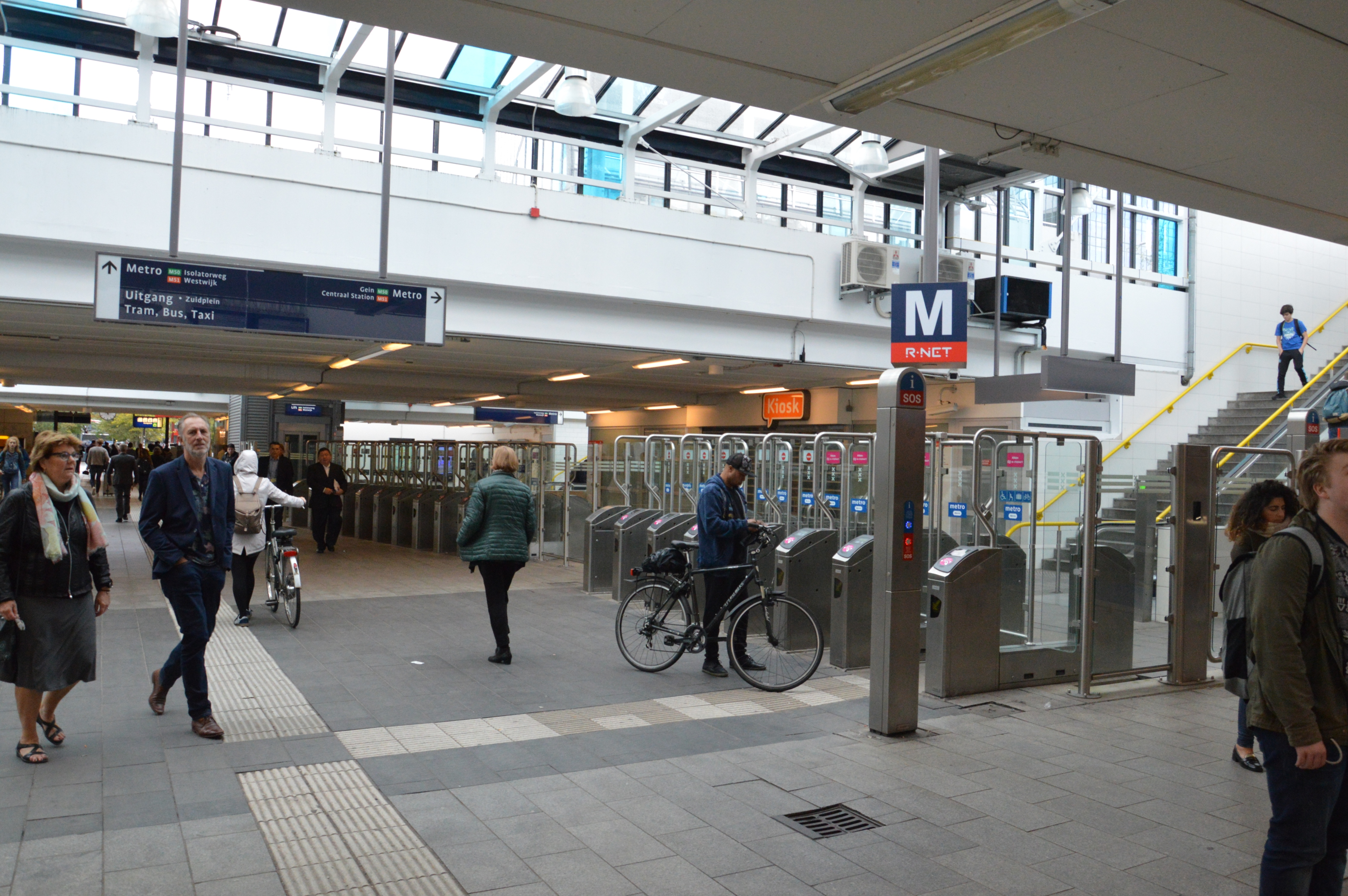
Stationspassage; 2017.
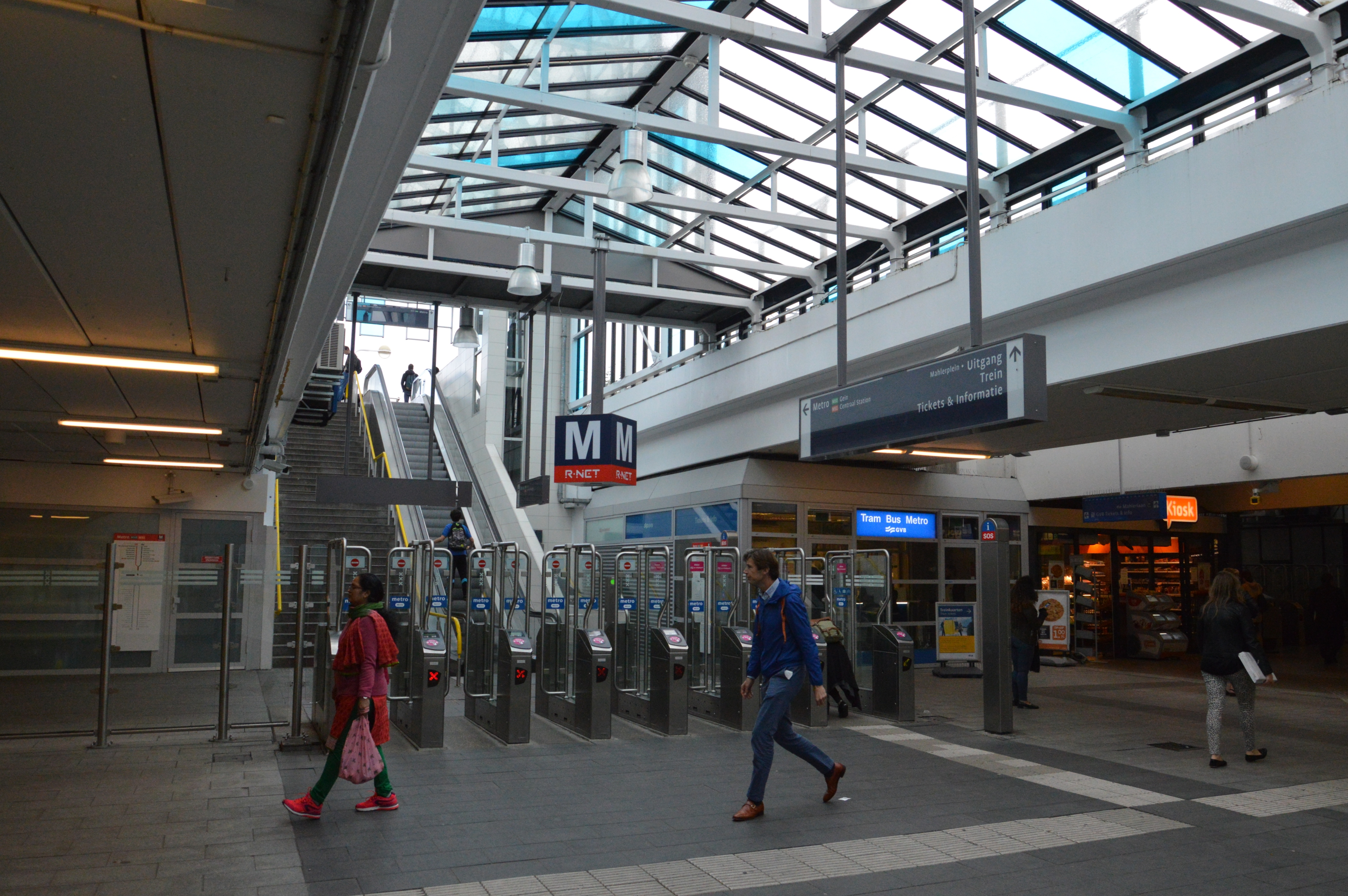
Roltrappen naar metroperron; 2017.
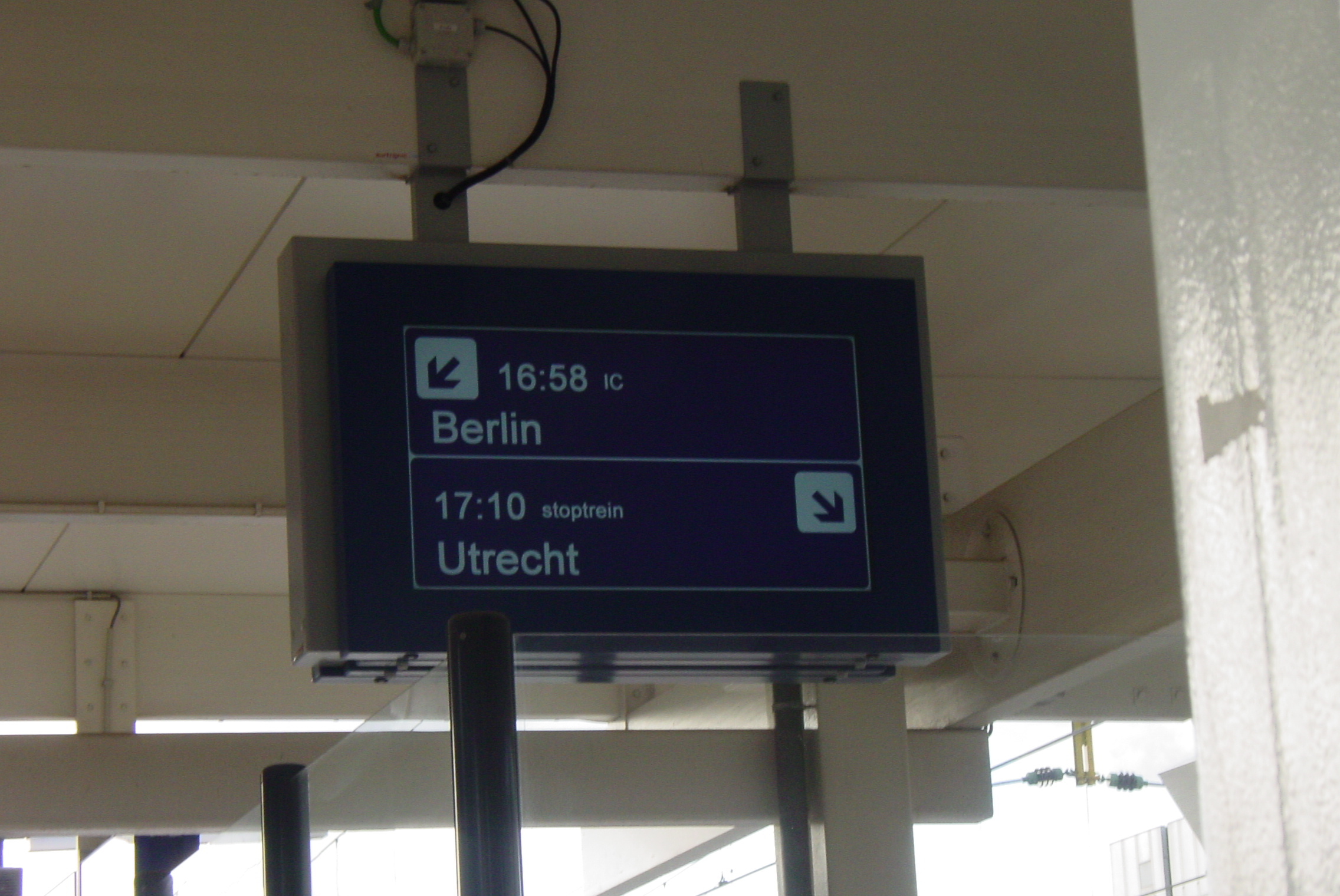
Digitale treinaanwijzer op station Amsterdam Zuid.
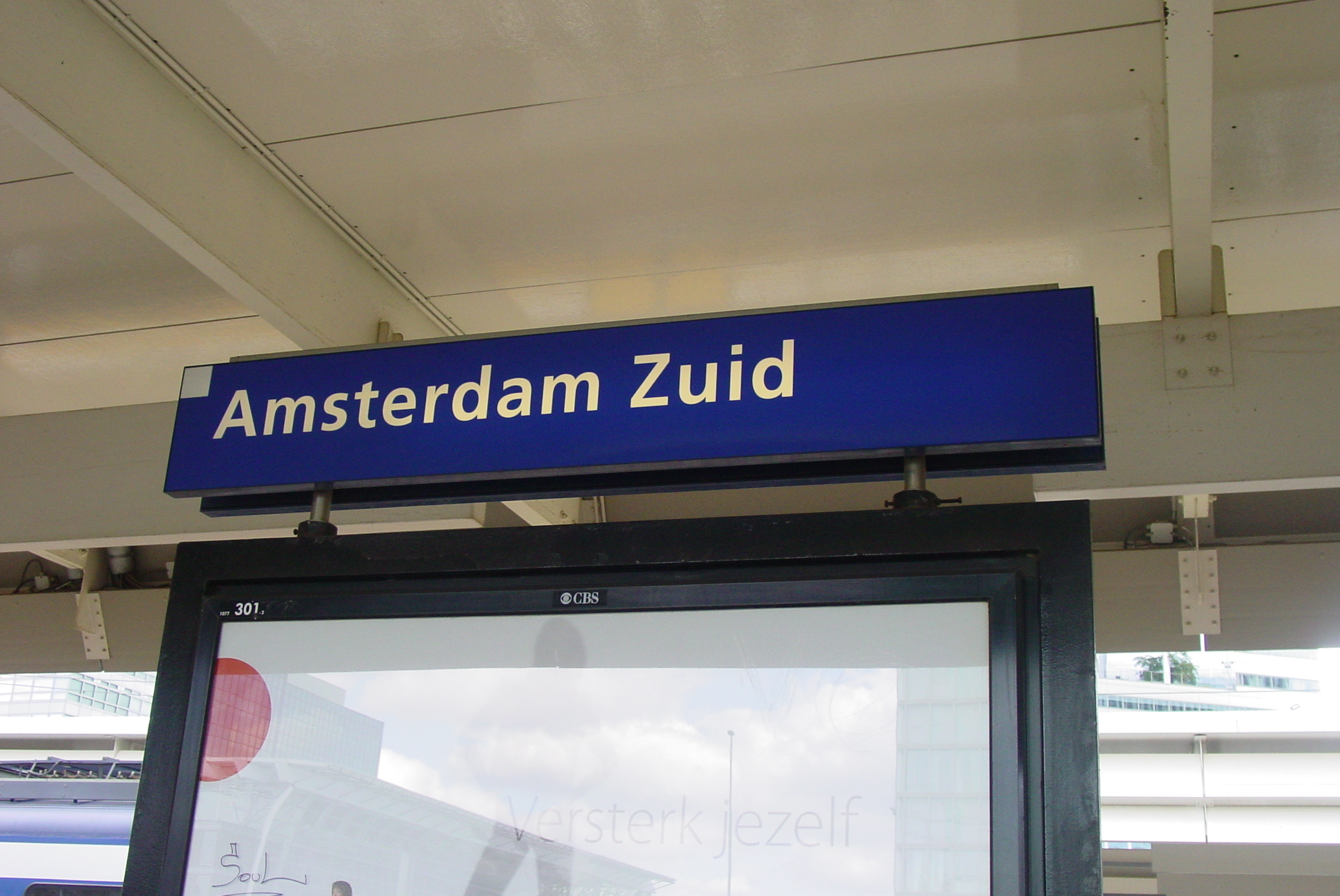
Stationsbord.
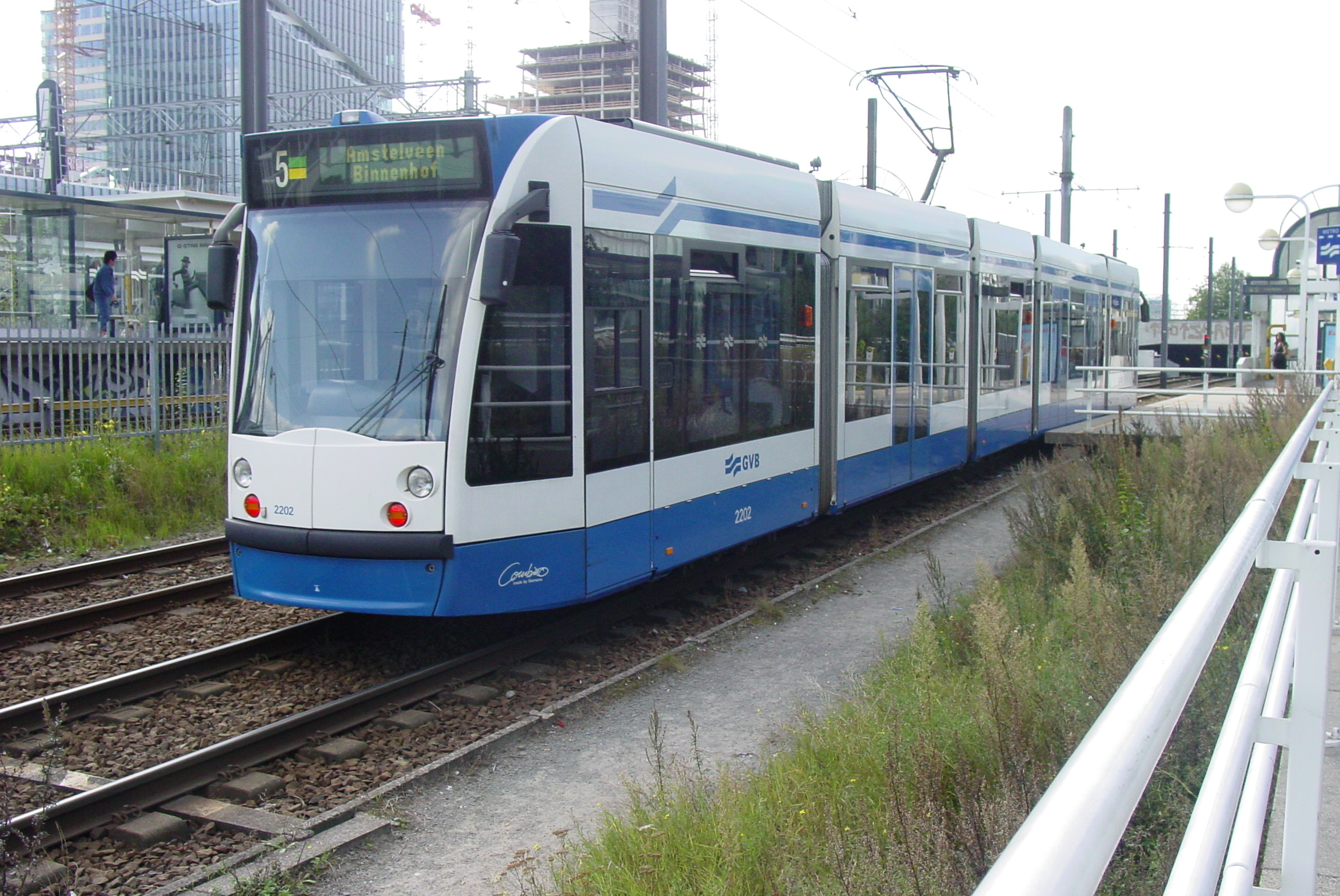
Tramlijn 5 op de oude route, door het station.
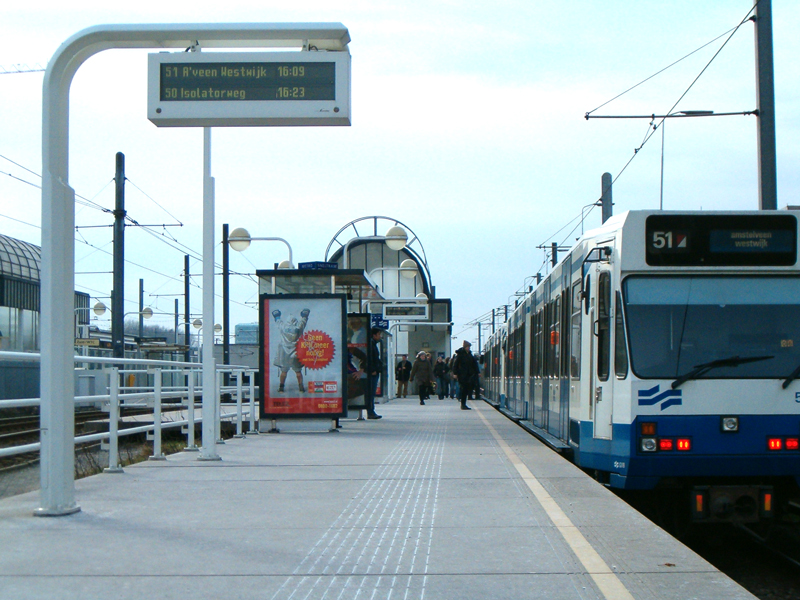
Sneltram 51.
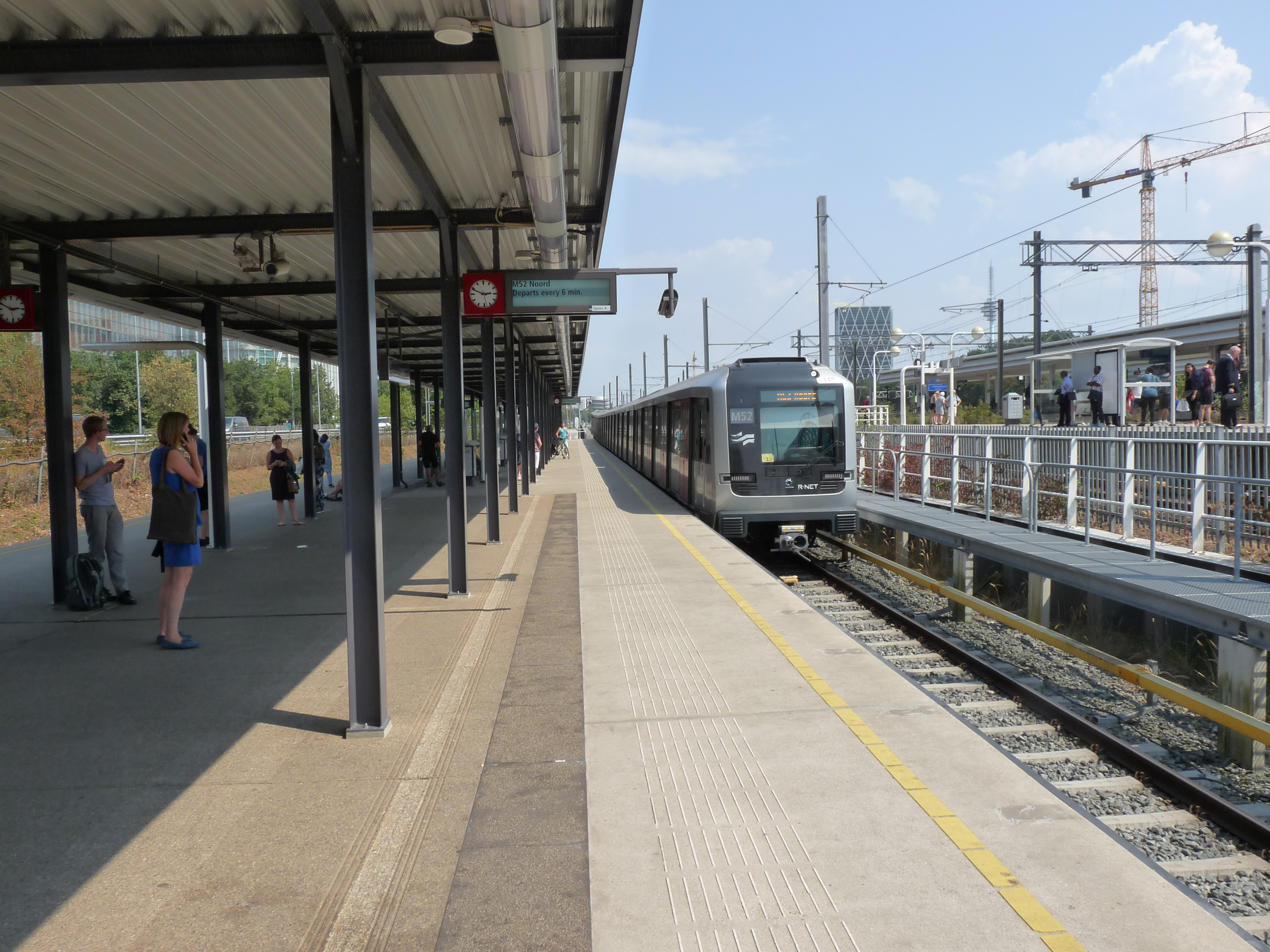
Metro Noord/Zuidlijn.
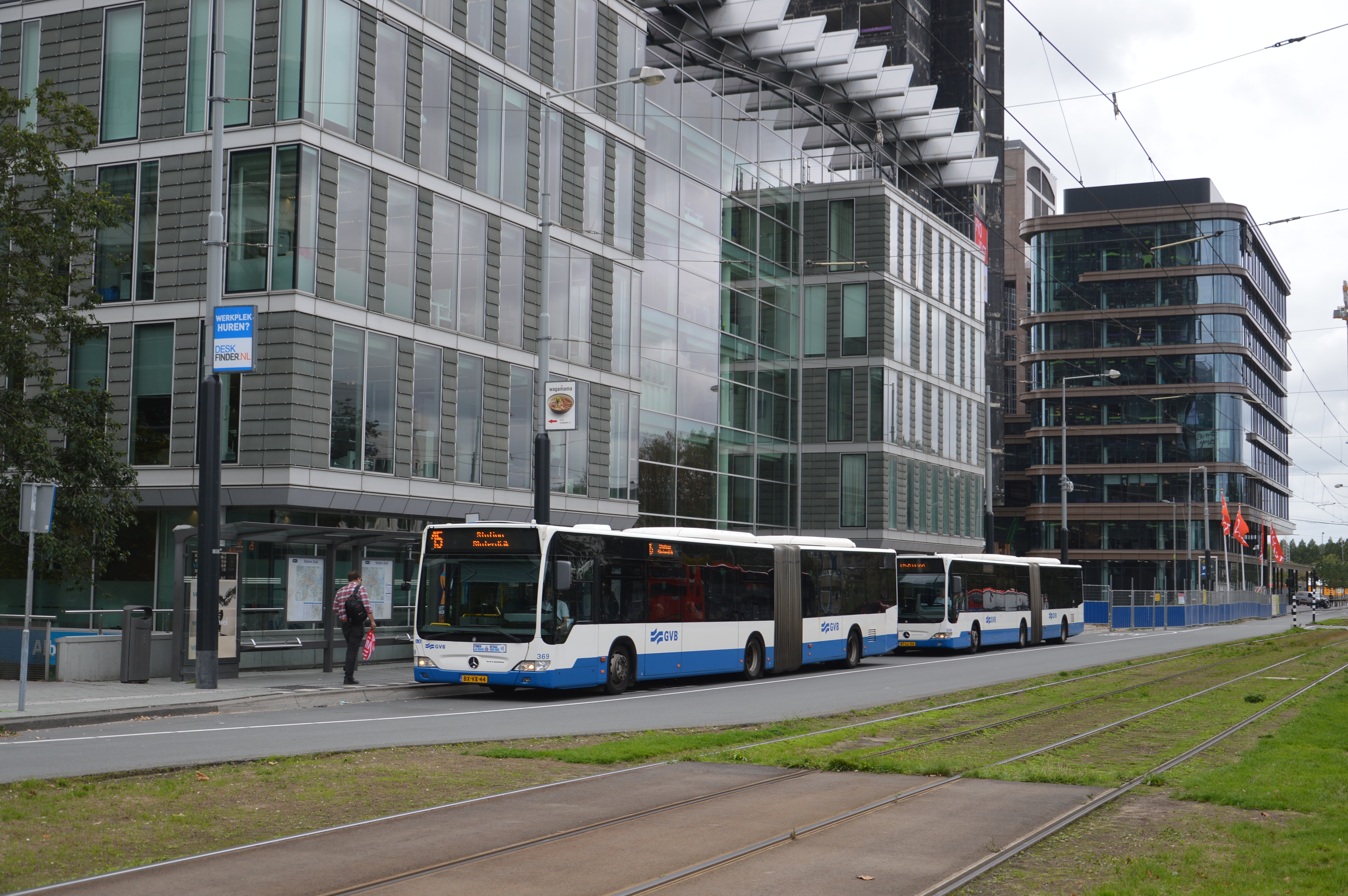
Bushalte op de Strawinskylaan.

## Ontwikkeling aantal reizigers
Het aantal door NS vervoerde reizigers (per gemiddelde werkdag) ontwikkelde zich sedert 2019 als volgt:
| Jaar | Aantal reizigers |
| ---- | ---------------- |
| 2019 | 73.612           |
| 2020 | 30.850           |
| 2021 | 31.603           |
| 2022 | 50.262           |
| 2023 | 61.390           |
| 2024 | 63.365           |